# Cáceres Ciudad del Baloncesto

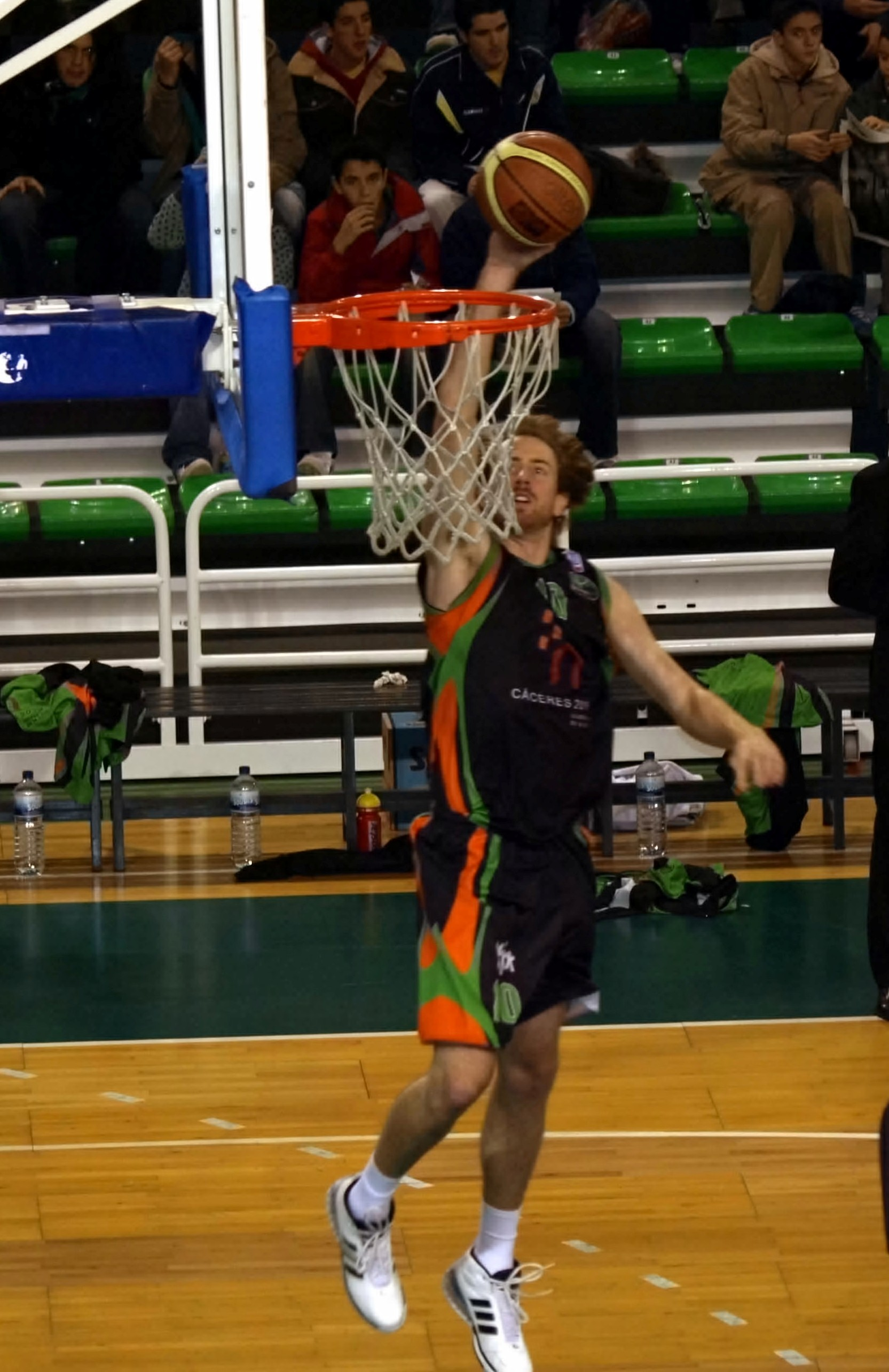
David Patten, que jugà en aquest equip la temporada 2007-08, entrant a cistella.

El Cáceres Ciudad del Baloncesto (conegut com a Cáceres Patrimonio de la Humanidad per motius de patrocini) és un club de bàsquet professional de la ciutat extremenya de Càceres. Entre la temporada 2008-09 i la 2012-13 jugà a la lliga LEB Or gràcies a la compra dels drets del Club Bàsquet Alcúdia l'estiu del 2008. Al juliol de 2013 va renunciar a participar en aquesta competició per motius econòmics.
Va ser fundat l'any 2007 com a resultat de la fusió de dos clubs de la ciutat, el San Antonio i el Ciudad de Càceres. L'objectiu primordial d'aquesta fusió era tornar a recuperar el bàsquet d'alt nivell a la ciutat, que havia desaparegut l'any 2005 amb la desaparició de l'històric Cáceres Club Baloncesto com a conseqüència dels seus problemes financers.
El Cáceres Creativa disputa els seus partits com a local al Pabellón Multiusos de Càceres, que fou inaugurat l'any 1999 i té una capacitat per a 6.500 espectadors.